# Persoon (taalkunde)
De persoon is in de taalkunde een grammaticale categorie die verwijst naar de rol in de spreeksituatie (spreker, aangesprokene, of geen van beide). Het persoonskenmerk is inherent aanwezig bij woordklassen die verwijzen naar een entiteit, zoals zelfstandige naamwoorden en persoonlijk voornaamwoorden, alsook op werkwoorden die met zulke elementen congrueren.

## Terminologie
De term persoon komt van het Latijnse persona: masker, vandaar overdrachtelijk: rol, karakter, persoon.
De persoonsvorm (Lat.: verbum finitum) is de vorm van het werkwoord die qua persoon en getal met het onderwerp congrueert.

## Waarden
Het kenmerk persoon kent drie waarden:
1. eerste persoon: de spreker
2. tweede persoon: de aangesprokene
3. derde persoon: noch de spreker, noch de aangesprokene, maar een derde

Het Nederlands drukt alleen deze drie waarden uit, maar sommige andere talen kennen ook gecombineerde personen:
- 1 + 2 eerste persoon inclusief: spreker met aangesprokene
- 1 + 3 eerste persoon exclusief: spreker met een derde

Een persoonlijk voornaamwoord kan elk van deze waarden dragen, een zelfstandig naamwoord(groep) is altijd derde persoon.

### Persoon en getal
Het persoonskenmerk kan verder gespecificeerd worden naar getal, zodat er een eerste persoon enkelvoud (Nederlands ik) en een eerste persoon meervoud (wij) is. Hetzelfde gaat uiteraard op voor de tweede persoon (jij/ u/ jullie) en de derde (hij/ zij (enkelv./meerv.)/ het/u). Maar de relatie tussen enkelvoud en meervoud is hier niet transparant: wij is meestal niet een veelvoud van sprekers, maar de spreker plus anderen. Het onderscheid inclusief/exclusief is hierop gebaseerd.
Behalve voor grammaticale informatie met betrekking tot persoon en getal, is de tweede persoon is ook gecodeerd voor beleefdheid (jij en jullie vs. u); de derde persoon is ook gecodeerd voor geslacht (hij, zij, het).

### De vierde persoon
De grammatica van de Algonkintalen maakt in de derde persoon een fijner onderscheid tussen proximatief (voor de entiteit die centraal staat) en obviatief (voor de ander); de obviatief heet dan vierde persoon.

### Beleefdheidsvormen
Zeer gebruikelijk is dat talen binnen één persoonscategorie onderscheidingen aanbrengen die verband houden met de sociale verhouding tussen spreker en aangesprokene. In het Nederlands zien we dit in jij tegenover u. In talen als het Javaans en het Japans zijn deze onderscheidingen zeer belangrijk, zowel voor de vorm van de voornaamwoorden als voor andere onderdelen van de grammatica.
Zie Tutoyeren.

## Vormen

### Persoonlijk voornaamwoord
Het persoonskenmerk definieert de verschillende persoonlijk voornaamwoorden. In het Nederlands:
| 1 | enkelvoud ik          | meervoud wij      |
| 2 | enkelvoud jij/je/u    | meervoud jullie/u |
| 3 | enkelvoud hij/zij/het | meervoud zij      |

#### Dialect
In het Verkavelingsvlaams en de Vlaamse, Brabantse en Limburgse dialecten wordt veelvuldig de tweede persoon gij/ge gebruikt. Gij/ge kan zowel voor het enkelvoud als het meervoud worden gebruikt, hoewel voor het meervoud meestal gijlie (afkomstig van gijlieden/gijlui) of een variant (gullie) daarvan gebruikt. In het Noord-Nederlands wordt deze vorm als verouderd beschouwd.
Het Brabants kent daarvan ook een enclitische vorm: -de gij, -de ge, bijvoorbeeld Ziede gij me gere?

#### Andere talen
In het Hawaïaans: 
1. enkelvoud au, tweevoud inclusief kā-ua, tweevoud exclusief mā-ua, meervoud inclusief kā-kou, meervoud exclusief mā-kou
2. enkelvoud  'oe, tweevoud  'o-lua, meervoud  'ou-kou
3. enkelvoud ia, tweevoud lā-ua, meervoud lā-kou

Diverse beleefdheidsvoornaamwoorden in het Japans:
1. informeel ore, beleefd boku, zeer beleefd watakushi

### Congruentie
Dat de persoonsvorm in het Nederlands een persoonskenmerk draagt is te zien in de oppositie loop (eerste persoon enkelvoud, met nulmorfeem) vs. loop-t (tweede/derde persoon enkelvoud). Maar in het meervoud en in de verleden tijd vallen de persoonsonderscheidingen weg (lopen en liep/liepen, respectievelijk).
In agglutinerende talen zijn de persoonsmorfemen van het werkwoord duidelijker te herkennen. In het Estisch (stam tule-, komen):
1. enkelvoud tule-n, meervoud tule-me
2. enkelvoud tule-d, meervoud tule-te
3. enkelvoud tule-b, meervoud tule-vad

Het inclusief/exclusief-onderscheid en de vierde persoon zijn te zien in het Cree (stam -pimohtê-, lopen):
1. enkelvoud ni-pimohtâ-n, meervoud inclusief ki-pimohtâ-nânaw, meervoud inclusief ni-pimohtâ-nân
2. enkelvoud ki-pimohtâ-n, meervoud ki-pimohtâ-nânâw
3. enkelvoud pimohtê-w, meervoud pimohtê-wak
4. pimohtê-yiwa

Het persoonskenmerk van het object kan ook op het werkwoord gemarkeerd zijn. Een voorbeeld uit het Baskisch:
| lapurretan | harrapatu h-indu-da-n | bij het stelen betrapt jou-heb-ik (h = object tweede persoon, da = subject eerste persoon) | Ik heb je betrapt bij het stelen.  |
| lapurretan | harrapatu n-indu-a-n  | bij het stelen betrapt mij-heb-jij (n = object eerste persoon, a = subject tweede persoon) | Je hebt me betrapt bij het stelen. |

Sommige talen drukken op het werkwoord in één morfeem uit welke persoonskenmerken het subject en het object hebben.
| Taal      | Voorbeelden | Toelichting |
| Hongaars: | Szeretlek = Ik hou van jou/jullie. Szeretem = 'Ik houd van haar/van hem/ervan' Szeretek (biciklizni) = Ik houd van (fietsen) | -lek: subject = eerste persoon + object = tweede persoon -em: subject = eerste persoon + object = derde persoon en bepaald, -ek: subject = eerste persoon + object = derde persoon en onbepaald |
| Quechua:  | kuya-yki-m = Ik hou van jou.                                                                                                 | yki: subject = eerste persoon + object = tweede persoon |

### De persoonshiërarchie
In de persoonskenmerken is soms een hiërarchie aan te brengen die verband houdt met bezieldheid (animacy). In die hiërarchie staat de derde persoon het laagst, en de eerste persoon veelal het hoogst:
1 > 2 > 3
De bijzondere status van de derde persoon blijkt ook uit het feit dat veel talen alleen eerste en tweede persoon voornaamwoorden hebben, ofwel het derde persoon voornaamwoord hebben afgeleid van het aanwijzend voornaamwoord (bijvoorbeeld Frans il < Latijn ille).
Corbett heeft ontdekt dat als talen bij het persoonskenmerk een getalsonderscheiding aanbrengen, ze dat eerst bij de eerste persoon doen, dan bij de tweede persoon, en ten slotte bij de derde persoon.
Silverstein heeft ontdekt dat wanneer ergatieve talen de nominatief-naamval gebruiken voor het subject in een transitieve zin, ze dat eerst doen bij pronomina van de eerste persoon, dan bij de tweede persoon, en ten slotte bij de derde persoon.
De persoonshiërarchie speelt ook een rol bij talen die niet toestaan dat het subject minder bezield is dan het object (zoals de Algonkintalen); die talen draaien dan subject en object om en markeren dat op het werkwoord (via een inversmarkeerder). In zo'n systeem kan niet Hij doodde mij gezegd worden, maar wordt het Ik doodde-INVERS hem, wat dan betekent Hij doodde mij.)

## Gebruik
Hoewel de persoonskenmerken gedefinieerd zijn in termen van de rol in het gesprek (spreker vs. aangesprokene) kan het taalsysteem of het taalgebruik toch van die definitie afwijken.
Het Nederlandse beleefdheidsvoornaamwoord tweede persoon u is oorspronkelijk een derde persoon element uedele. In het oorspronkelijke systeem was de aangesprokene dus in de derde persoon. Dit treffen we nog aan in uitdrukkingen als Wil dominee een kopje koffie? Vergelijkbaar is de ziekenhuisstijl Hebben we lekker geslapen?, waar de aanspreekvorm de eerste persoon meervoud is.
De tweede persoon kan ook in plaats van de derde persoon gebruikt worden, in uitdrukkingen als Je leeft maar één keer, waar je staat voor men. In sommige situaties lijkt dit je gebruikt te worden in plaats van de eerste persoon (Je krijgt eindelijk een kans om te scoren en je bent blij dat-ie er in gaat). Ook kan de eerste persoon meervoud in plaats van de derde persoon gebruikt worden, bijvoorbeeld als commentaar op het rijgedrag van anderen in zinnen als Wat hebben we weer een haast.